# Nó celta
Os Nós celtas são uma variedade de nós e gráficos de nós estilizados usados para a decoração, usado extensivamente no estilo de arte Celta.

## História
O uso de padrões entrelaçados têm suas origens no trabalho artístico do final do Império Romano.
Exemplos de 'plaits (um design de cordão trançado ininterrupto) são anteriores aos nós em diversas culturas ao redor do mundo, mas o plait quebrado e reconectado, que é a característica do verdadeira trabalho de nós começou no norte da Itália e no sul da Gália e se espalhou para Irlanda por volta do século 7. O estilo é comumente associado com as terras celtas, mas também foi amplamente praticada na Inglaterra e exportado para a Europa por atividades monásticas irlandeses e Nortúmbria no continente. J. Romilly Allen identificou "oito nós elementares que formam a base de quase todos os padrões entrelaçados na arte decorativa celta".

## Exemplos

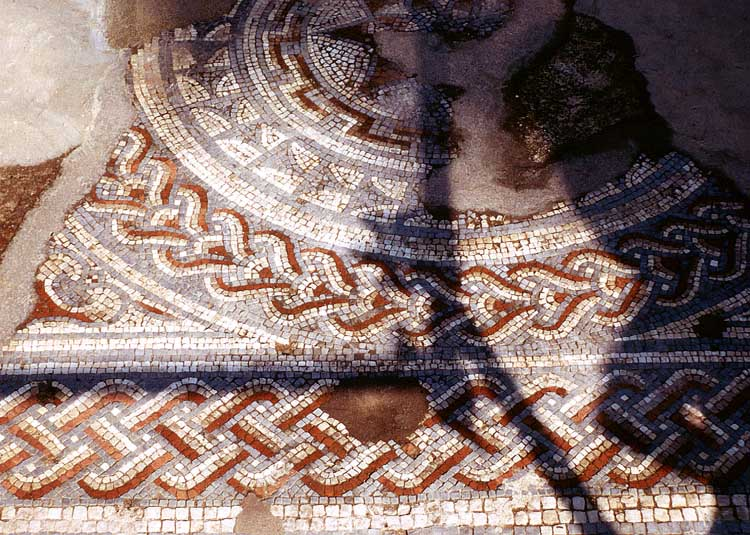
Uma pequena parte de um mosaico romano de 325 em Woodchester, Gloucestershire, Inglaterra
Desenho influenciado pela ilustração dos Evangelhos de Lindisfarne
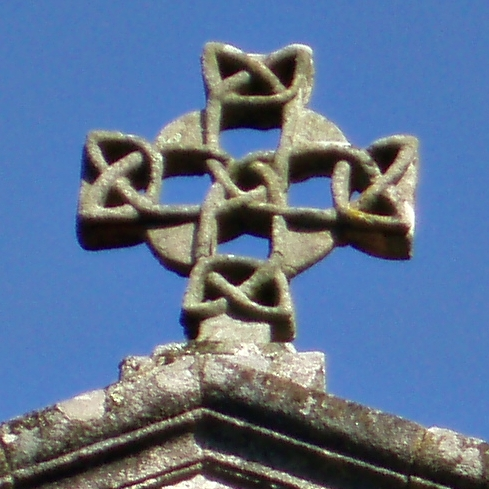
Cruz romana no alto da igreja Santa Susana em Santiago de Compostela
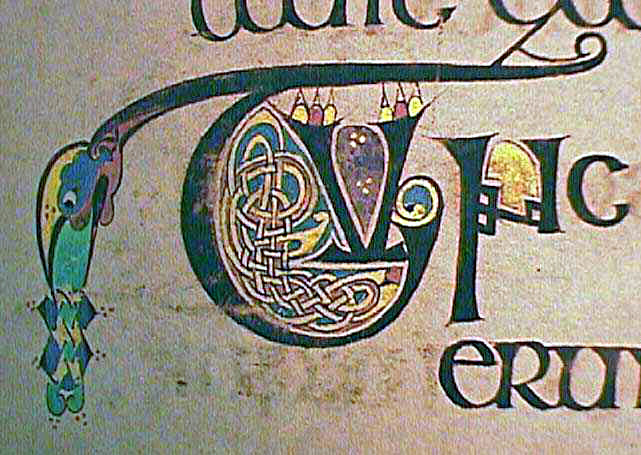
Quase todas as páginas do Livro de Kells contém pequenas decorações baseadas em nó.